# Saverio Cassar
Saverio Cassar (Gozo, 29 dicembre 1746 – Gozo, 16 dicembre 1805) è stato un presbitero e patriota maltese.
Fu governatore generale dello Stato indipendente di Gozo dal 1798 al 1801.

## Biografia
Cassar nacque a Gozo il 29 dicembre 1746. Compì i propri studi a Roma, venendovi ordinato sacerdote il 30 marzo 1771. Venne nominato arciprete della chiesa matrice di Gozo nel 1773 e divenne poi provicario di Gozo nel 1775.
Il 3 settembre 1798, i gozitani si ribellarono contro gli occupanti francesi ed il 18 settembre Cassar venne nominato capo del governo e sovrintendente dell'Isola di Gozo. La guarnigione francese della Cittadella del Forte Chambray si arrese agli inglesi il 28 ed il 29 ottobre e gli inglesi presero il possesso dell'isola da Cassar. Successivamente resse le sorti di Gozo come stato indipendente, riconoscendo Ferdinando III di Sicilia come sovrano. Cassar inviò inoltre al pontefice una petizione per chiedere di istituire per Gozo una diocesi separata rispetto a quella di Malta, ma la sua richiesta venne rifiutata (Gozo diverrà diocesi indipendente solo nel 1864).
Il Congresso Maltese di Mdina disapprovò però le azioni di Cassar come governatore ed il 20 agosto 1801 gli inglesi nominarono Emmanuele Vitale al ruolo di governatore di Gozo al suo posto.
Cassar morì il 16 dicembre 1805 all'età di 58 anni.